# Wieża Bismarcka na Jańskiej Górze
Wieża Bismarcka na Jańskiej Górze (według oficjalnej terminologii w Janówku; niem. Bismarckturm in Ober-Johnsdorf) – wieża Bismarcka stojąca na szczycie Jańskiej Góry (Johnsberg, 253 m n.p.m.), najwyższego szczytu Wzgórz Łagiewnickich. Jest to najstarsza wieża Bismarcka.
Wieżę zbudował właściciel majątku w Sokolnikach Friedrich Schröter. Otwarcie nastąpiło 18 października 1869. Budowla ma ok. 23 m wysokości. Koszty jej wzniesienia wyniosły ok. 18 000 marek. Dolna część wieży była początkowo otoczona okrągłym drewnianym pawilonem (zachowanym jeszcze w 1910) o promieniu 5,20 m, w celu osłony podczas złej pogody. W soboty i niedziele wieża wraz z otaczającym ją parkiem była dostępna dla zwiedzających. Wewnątrz wieży prowadzono działalność gastronomiczną i rozrywkową. Klucze do wieży można było wypożyczyć od służącego właściciela majątku.
W czasie II wojny światowej w 1945 w dolną część wieży trafiły dwa pociski małokalibrowe, które uszkodziły ją w znacznym stopniu. Obecnie wieża jest w bardzo złym stanie technicznym; brak wejścia na platformę widokową.